# Neoanagraphis
Neoanagraphis is een geslacht van spinnen uit de familie bodemzakspinnen (Liocranidae).

## Soorten
De volgende soorten zijn bij het geslacht ingedeeld:
- Neoanagraphis chamberlini Gertsch & Mulaik, 1936
- Neoanagraphis pearcei Gertsch, 1941